# Élections à l'Assemblée nationale népalaise de 2018
Les premières élections à l'assemblée nationale népalaise ont lieu au scrutin indirect le 7 février 2018 au Népal à la suite du rétablissement de cette chambre haute par la Constitution népalaise de 2015. Afin de permettre la mise en place des institutions, la totalité des 59 sièges qui la compose sont pourvus en une fois.
La coalition de gauches du Parti communiste marxiste-léniniste unifié (centre-gauche, malgré son nom) et du Parti communiste maoïste unifié (extrême-gauche) obtient la majorité à la chambre haute avec 39 sièges.

## Contexte
Il s'agit des premières élections depuis le rétablissement de l'Assemblée nationale par la Constitution népalaise de 2015. Afin de permettre la mise en place des institutions, sa mise en place est organisé selon l'article 86-3 qui prévoit que la totalité des 59 sièges soient exceptionnellement pourvus en une fois. Les membres dont les mandats expireront après deux et quatre ans seulement sont désignés par tirage au sort.

## Système électoral

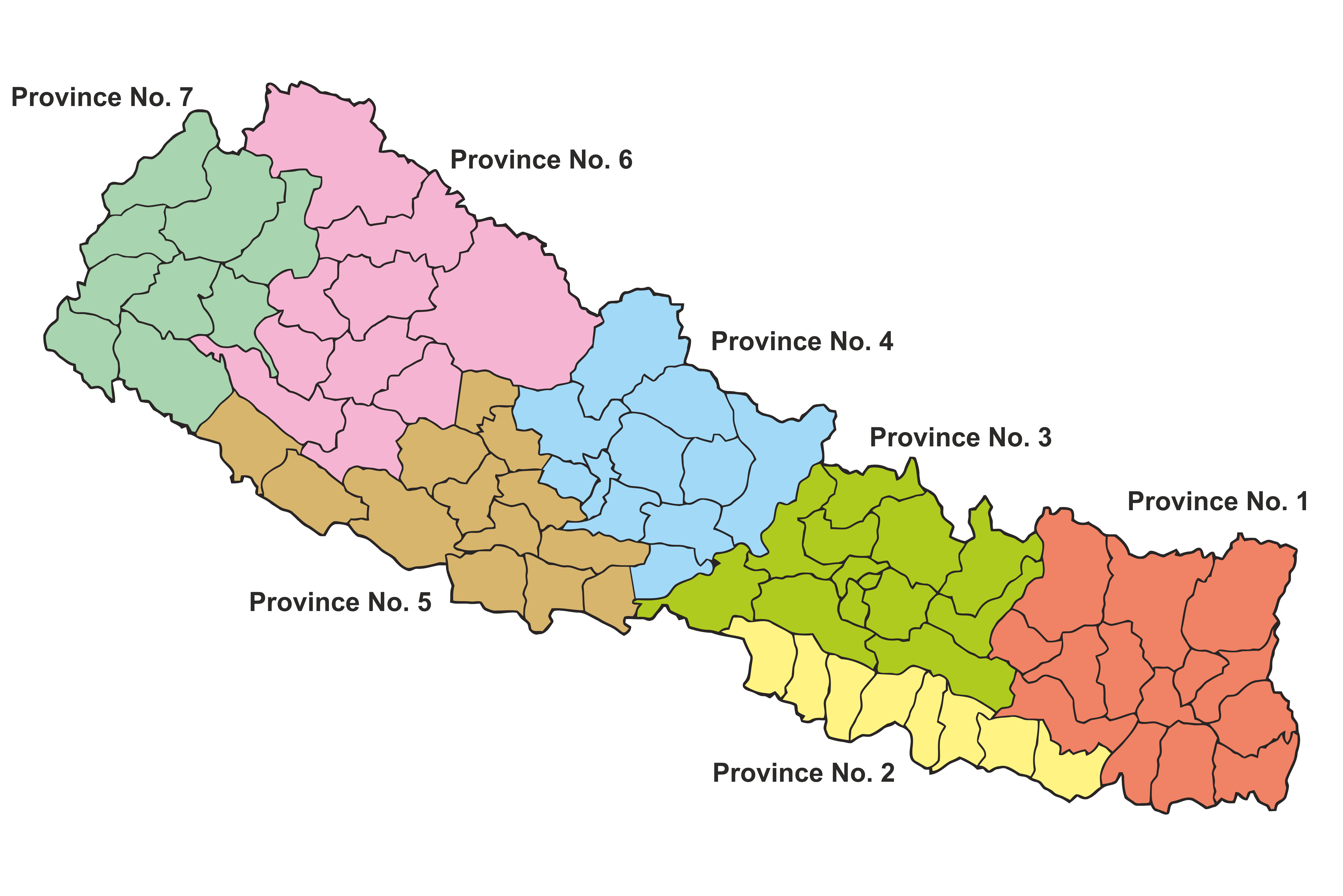
Les sept provinces du Népal.

L'Assemblée nationale du Népal (राष्ट्रिय सभा, Rastriya Sabha) est la chambre haute de son parlement bicaméral, dit Parlement fédéral. Elle est composée de 59 membres dont 56 élus au scrutin indirect et 3 nommés par le président pour des mandats de six ans, le renouvellement de la chambre devant à terme avoir lieu par tiers tous les deux ans. 
Trois membres dont au moins une femme sont nommés par le président du Népal sur recommandation du gouvernement. 
Les autres membres de l'assemblée sont élus de manière indirecte par les élus des provinces et des municipalités, à raison de 8 membres pour chacune des sept provinces du Népal.
Sur ces huit élus, six le sont selon un système à finalité proportionnelle, le scrutin à vote unique transférable, tandis que les deux autres le sont au scrutin uninominal majoritaire à un tour.
Le collège électoral est ainsi composé des membres des assemblées provinciales, ainsi que des maires, maires adjoints et autres membres de l’exécutif des communes de chaque province. Les voix des élus au niveau provincial valent quarante huit et celles des autres dix huit. Des bulletins de couleurs différentes sont utilisés pour les différencier plus facilement : vert pour les élus des provinces et rouge pour ceux des municipalités.
Lors de ces élections, 550 membres des assemblées provinciales et 1 506 membres de l’exécutif des municipalités ont été amenés à voter, pour un total de 2 056 électeurs, répartis comme suit :
Note : Au moment de l'élection début février 2018, les noms des provinces n'ont pas encore tous été définis.
| Électeurs   | Province   | Province   | Province   | Province   | Province   | Province | Province   |
| Électeurs   | Province 1 | Province 2 | Province 3 | Province 4 | Province 5 | Karnali  | Province 7 |
| ----------- | ---------- | ---------- | ---------- | ---------- | ---------- | -------- | ---------- |
| Provinciaux | 93         | 107        | 110        | 60         | 87         | 40       | 53         |
| Municipaux  | 274        | 272        | 238        | 170        | 218        | 158      | 176        |
| Total       | 367        | 379        | 348        | 230        | 305        | 198      | 229        |

Les huit élus par province doivent obligatoirement comporter trois femmes, un intouchable, et un handicapé ou membre d'une minorité. Lors du scrutin, les électeurs remplissent ainsi quatre bulletins séparés. Les deux premiers sont d'une part pour les candidats ordinaires et de l'autre pour les sièges réservés aux femmes : sur chacun des bulletins, les électeurs inscrivent par le biais des chiffres 1, 2 et 3 les candidats qu'ils souhaitent voir élus par ordre de préférence, et la répartition se fait selon le système du scrutin à vote unique transférable en prenant compte des fractions de voix restantes, les trois candidats ayant réuni le plus de voix étant élus. Les bulletins comportant plus de trois préférences sont considérés comme nuls.
Enfin, sur les deux bulletins de vote restant, l'un pour les intouchables et l'autre pour les candidats issus d'une minorité, les électeurs cochent le nom d'un candidat, et celui arrivé en tête est élu.

## Candidats

### Conditions de candidature
Pour être candidat, les conditions suivantes doivent être réunies :
- Être citoyen du Népal
- Avoir au moins 35 ans
- Être inscrit sur les listes électorales
- Ne pas avoir de casier judiciaire
- Ne pas être sujet à une inéligibilité issue d'une loi fédérale
- Ne pas occuper de poste dont la rémunération est assurée par le gouvernement népalais
- S'enregistrer en tant que candidat auprès de la Commission électorale népalaise (CEN)

Les candidats peuvent se présenter en tant qu'indépendant ou bien sous l'étiquette d'un parti, sous réserve que celui-ci se soit lui-même fait enregistrer avant la date limite, qui était en 2018 le 14 janvier. Vingt-et-un partis s'enregistrent auprès de la CEN pour ces élections. Néanmoins, seuls sept partis présentent des candidats, les partis mineurs étant alors convaincus de l'impossibilité de se faire élire au vu de la composition du collège électoral. Aucun candidat sans étiquette ne se présente.

### Cas de la province 2
Les 379 électeurs de la deuxième province ne votent finalement pas, les principaux partis s'accordant préalablement sur une répartition des sièges comme suit : deux chacun au Congrès népalais, au Forum fédéral socialiste et au Parti populaire national, et un a chacun des deux partis communistes. La deuxième province est la seule au sein de laquelle la coalition de gauche ne détient alors pas la majorité absolue.

## Résultats
|        |                                            |        |  |  |
| Partis | Partis                                     | Sièges |  |  |
|        | Parti communiste marxiste-léniniste unifié | 27     |  |  |
|        | Congrès népalais                           | 13     |  |  |
|        | Parti communiste maoïste unifié            | 12     |  |  |
|        | Forum fédéral socialiste                   | 2      |  |  |
|        | Parti populaire national                   | 2      |  |  |
|        | Front populaire national                   | 0      |  |  |
|        | Parti des travailleurs et des paysans      | 0      |  |  |
|        | Membres nommés                             | 3      |  |  |
| Total  | Total                                      | 59     |  |  |

## Suites
Le 17 mai 2018, les deux partis communistes fusionnent pour former le Parti communiste du Népal, selon une promesse de campagne des législatives de 2017.